# جوزپه دی سریو
جوزپه دی سریو (انگلیسی: Giuseppe Di Serio؛ زادهٔ ۲۰ ژوئیهٔ ۲۰۰۱) بازیکن فوتبال اهل ایتالیا است.
از باشگاه‌هایی که در آن بازی کرده‌است می‌توان به باشگاه فوتبال بنونتو اشاره کرد.
وی همچنین در تیم ملی فوتبال زیر ۲۰ سال ایتالیا بازی کرده‌است.